# Université de Plymouth
Pour les articles homonymes, voir Plymouth.
L'université de Plymouth est une université publique anglaise située à Plymouth. 

## Composantes
- Faculté des arts
- Faculté d'éducation
- Faculté de santé et d'action sociale
- Faculté de science
- Faculté de sciences sociales et de commerce
- Faculté de technologie